# 阿都干尼·巴代司机遇袭案
阿都干尼·巴代司机遇袭案是一宗发生在2017年8月29日的枪击案件。马来西亚当地时间早上8时20分左右，前总检察长阿都干尼·巴代的司机在位于雪兰莪州安邦太子园的住家遭两名陌生男子枪手开枪射伤膝盖，但并无大碍。事件在社交媒体上出现许多阴谋论。时任全国总警长弗兹于9月6日指枪击案无关一个马来西亚发展有限公司丑闻（1MDB）。直至同年11月29日，警方仍未逮捕任何嫌犯。
2020年2月17日，全国刑事调查总监胡西尔（Huzir Mohamed）在记者会宣称已逮捕该案的两名嫌犯。

## 背景
在枪击案发生的前两年，2015年7月，时任总检察长阿都干尼·巴代领导由多个机构组成的特工队，以调查时任马来西亚首相纳吉·阿都拉萨涉及的一个马来西亚发展有限公司丑闻（1MDB）。政府于同年7月28日宣布阿都干尼因健康问题已卸下职务，并由联邦法院前法官莫哈末阿班迪阿里取代。《砂拉越报告》引述文件指在阿都干尼卸职之前，总检察署正草拟一份控状，准备就一马公司案起诉纳吉等人。直到2018年大选后，由马哈迪·莫哈末所领导的希盟政府才重新召回阿都干尼协助调查1MDB案。
枪击事件发生后一度在社交媒体上出现许多阴谋论，然而安邦再也警区主任韩查助理总监相信枪匪的目标并非阿都干尼。

## 逮捕嫌犯
2020年2月17日，全国刑事调查总监胡西尔（Huzir Mohamed）在武吉阿曼召开记者会时说，警方追查另一起案件时，逮捕了12名私会党党员，而两名涉嫌枪伤阿都干尼司机的枪击案嫌犯是其中二人。

## 争议
案发后，全国总警长弗兹否认此案与一个马来西亚发展有限公司丑闻（1MDB）有任何关联。他透露，根据警方初步调查显示，此案相信涉及私人事务，暂无其他因素涉及其中。之后，人民公正党通讯主任法米法兹在雪兰莪州八打灵再也召开记者会时批评弗兹妄下判断。法米认为，警方还未完成调查，弗兹不应就此妄下结论。